# سبک عراقی
سَبکِ عراقی به سَبکی از شعر پارسی گفته می‌شود که از اواخر قرن ششم تا قرن نهم هجری رواج و ادامه داشته‌است. نام این سبک از عراق عجم گرفته شده‌است، اما رواج این سبک محدود به سرزمین عراق عجم نبود و در نواحی دیگر نیز رواج داشت.
ابوالفرج رونی، سید حسن غزنوی و جمال‌الدین اصفهانی از بنیان‌گذاران و کمال‌الدین اصفهانی، سعدی، عراقی و حافظ از نمایندگان این سبک به‌شمار می‌روند.

## تاریخچه و زمینه پیدایش

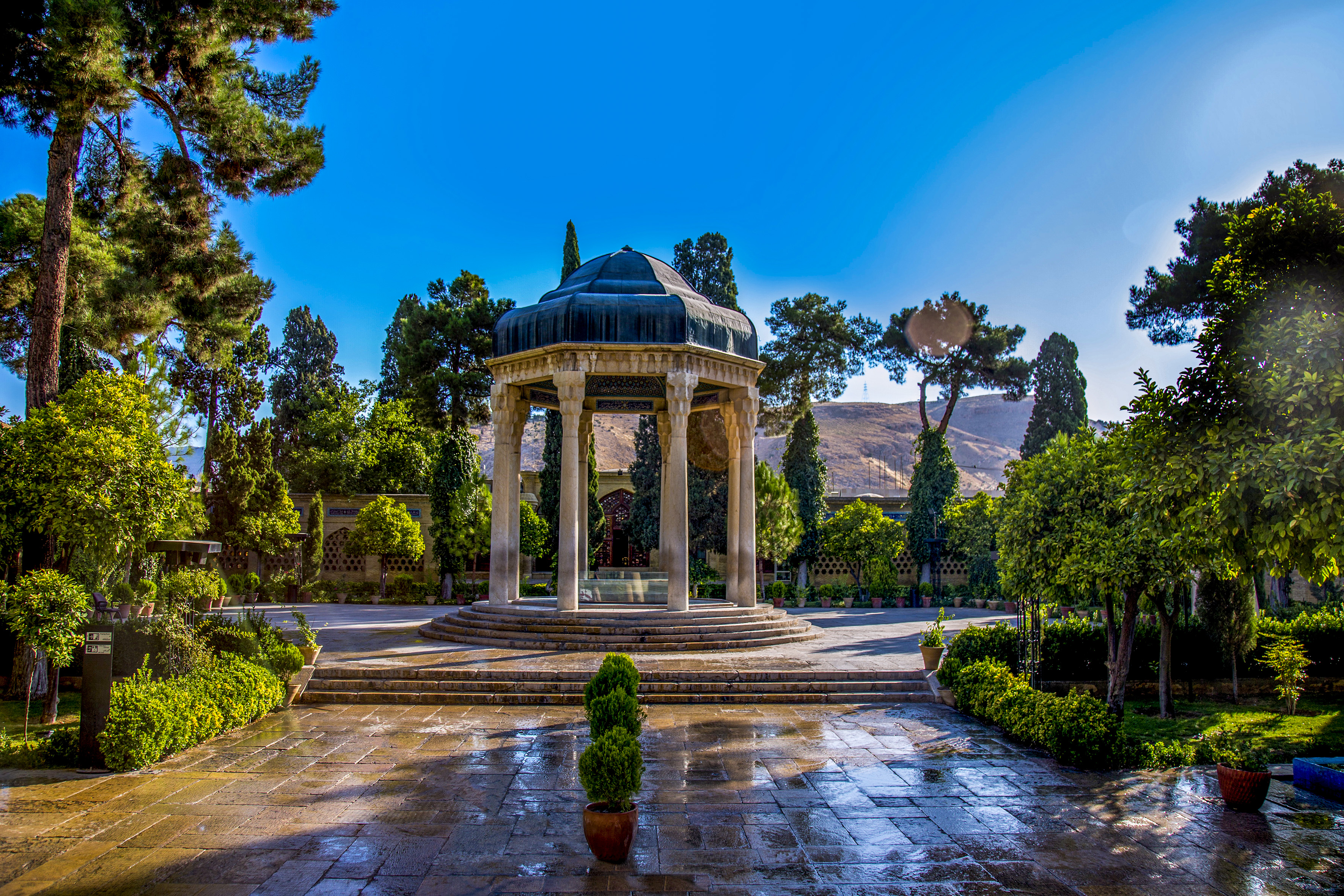
آرامگاه حافظ شیرازی از شاعران بزرگ سبک عراقی

سبک عراقی با روی کارآمدن سلجوقیان در خراسان آن روز و اتابکان در عراق و آذربایجان به‌وجود آمد. در این زمان (سدهٔ ششم) بخش‌هایی از غرب ایران را نیز عراق می‌گفتند، اما برای تمایز با بخش میان‌رودان، آن‌جا را عراق عرب و این‌جا را عراق عجم می‌نامیدند. در این زمان گرانیگاه ادبی ایران به آذربایجان و عراق عجم منتقل شد. سبک عراقی به لحاظ تاریخی دوره مغولان و ایلخانان و تیموری را در بر می‌گیرد و از قرن هفتم تا قرن نهم ادامه دارد.
زمانی که مغولان خراسان را به خاک و خون کشیدند دانشمندان و ادیبانی که جان به سلامت بردند ناگزیر به اصفهان، شیراز، بغداد و دیگر مناطقی که رفاه مادی و ذخایر معنوی آن‌ها از نهب و غارت مغولان در امان مانده بود گریختند. در نتیجه انهدام بغداد، طبعاً، نفوذ عربی برافتاد و امیران محلی، خواه ترک یا ایرانی، همگی مروج زبان و ادب فارسی بودند. شعری که از ویرانه‌های خراسان مهاجرت کرد، در باختر، میهنی تازه یافت و «سبک عراقی» جلوه‌گاه آن گشت.
ولی، باید در نظر داشت که اختلاف این سبک و سبک خراسانی نه ناشی از سرزمین و نه بر اثر اختلاف سلیقه است، بلکه یک فن ادبی است که چون میراثی از خراسان منهدم شده به عراق، که روی‌هم‌رفته از حملات مغولان مصون مانده، می‌رسد و عراق آن را احیا می‌کند و اشاعه می‌دهد؛ زیرا، خراسان، که از جمعیت تهی شده بود مدت‌های دراز توان آن را نداشت و، بدین ترتیب، واضح می‌گردد که تهاجم مغولان دوران ادبی نوینی به وجود می‌آورد.
در دوران مربوط به سبک عراقی بر اثر سیاست سلجوقیان، مدارس مختلف دینی تأسیس شد. تفسیر، منطق، حکمت و ادبیات عربی در این مدارس تدریس می‌شد. شاعران و ادیبان نیز با آن‌ها آشنا می‌شدند. رواج شعر پارسی در پارس و آذربایجان سبب شد که در شعر فارسی تحوّلی اساسی به‌وجود آید این تحوّل را می‌توان قبل از همه در شعر انوری و ظهیر فاریابی مشاهده کرد. انوری نخستین کسی است که از یک طرف قصاید و مدایح اغراق‌آمیز و پُرصنعت را وارد شعر کرد و از طرف دیگر غزل‌های لطیف و پرشور سرود. پرچم‌دار شیوهٔ تازه در ایران خاقانی و نظامی گنجوی شدند و در عراق جمال‌الدین اصفهانی و پسرش کمال‌الدّین این شیوه را برگزیدند و سعدی و حافظ آن را به اوج رساندند. نظامی داستان‌سرایی عاشقانه را به زیباترین شکل خویش به‌سامان رسانید.

## خصوصیات سبک
- اساس سبک عراقی همان سبک خراسانی ست با این تفاوت که در آن واژه‌های عربی فراوان‌تر شده و نیز به‌دلیل جابه‌جایی مراکز قدرت و گسترش علوم در حوزه‌های آموزش علمی و فرهنگی شهرهای مختلف ایران، واژه‌های علمی و حِکمی و فلسفی و دینی و نجوم و پزشکی در آثار شاعران وارد شده و رنگ و زنگ یا جلوهٔ خود را به شعر شاعران سبک عراقی بخشیده‌است.
- در این سبک، قصیده بیشتر جای خود را به غزل، و سادگی و روانی و استحکام جای خود را به لطافت و کثرت تشبیهات و تعبیرات و کنایات زیبا و تازه و در عین حال دقیق و باریک داد و واژه‌های عربی نیز فزونی گرفت. با ورود تصوف و عرفان در شعر، گویندگان عارفی چون سنایی، عطار، مولوی، حافظ و ده‌ها شاعر دیگر ظهور کردند. در ضمن مضامین اخلاقی و تربیتی و پند و اندرز جای مدایح مبالغه‌آمیز را گرفت.
- معانی شعری در این شیوهٔ تازه گذشته از مدح که با بزرگ‌نمایی‌ها و فروتنی فراوان نسبت به ممدوح همراه‌است. هجو و هزل نیز هست که بیش از دورهٔ قبل رواج می‌یابد، و کسانی مانند انوری و سوزنی سمرقندی و خاقانی هجو‌های تند و هزل‌های بسیار می‌گویند.
- عشق و عرفان و اخلاق از درونمایه‌های رایج در این سبک است. غزل که ابتدا انوری آن را به‌صورت یک نوع جدید ارائه می‌دهد، در شعر بیشتر شاعران این دوره آزمایش می‌شود. با این‌همه اوج آن در غزل‌های سعدی و حافظ جلوه‌گر می‌شود.
- قالب‌های شعری، گذشته از قصیده که انوری و خاقانی و جمال‌الدین اصفهانی و ظهیر فاریابی آن را به اوج می‌رسانند، قالب مثنوی و غزل رواج فراوان می‌یابد. در پنج گنج نظامی گنجوی نوعی جدید از انواع ادبی را در قالب مثنوی ارائه می‌دهد.
- شاعران فارس و اصفهان هر چند شیوهٔ جمال‌الدین اصفهانی را می‌پسندند، اما قالب غزل را بر قالب‌های دیگر ترجیح می‌دهند. فارس مرکز غزل‌سرایی به سبک عراقی می‌شود. سعدی و حافظ خداوندان غزل هر یک شیوهٔ تازه‌ای می‌آفرینند. شیوهٔ عراقی البته در غزل با آنچه در قصیده و مثنوی هست، تفاوت دارد.
- توجّه به زیبایی کلمه و سادگی و خوش‌آهنگی که در واقع سبک خاص سعدی است، در غزل تأثیر می‌گذارد و کسانی مانند سلمان و خواجو و همام تبریزی و اوحدی و امیرخسرو دهلوی و جامی چه در فارس و چه در جاهای دیگر آن شیوه را در نظر دارند. با این‌همه حافظ تحوّلی بزرگ در غرل فارسی ایجاد می‌کند و سبکی مستقل و آزاد که آن را سبک والا باید خواند می‌آفریند. در سبک عراقی، قالب مثنوی و غزل اهمیّت بیشتری پیدا می‌کند و تا دوره‌های بعد ادامه می‌یابد. شعر به لهجه‌های محلّی به‌سبب ناامنی‌ها و فقر و سیه‌روزی مردم فراموش شد و زبان به‌سوی پیچیدگی و ابهام پیش رفت. میزان زیادی کلمه‌ها و اصطلاح‌های عربی و قرآنی و مانند آن در شعرها و نوشته‌ها وارد شد.

## نمونه‌ها
| به عمر خویش مدح کس نگفتم |  | دری از بهر دنیا من نسفتم |
|                          |  | (عطار)                   |

| درخت دوستی بنشان که کام دل به بار آرد |  | نهال دشمنی بر کن که رنج بی‌شمار آرد |
|                                       |  | (حافظ)                             |

| بیا تا قدر یکدیگر بدانیم   |  | که تا ناگه ز یکدیگر نمانیم |
| کریمان جان فدای دوست کردند |  | سگی بگذار آخر مردمانیم     |
|                            |  | (مولوی)                    |

| دنیا نیرزد آنکه پریشان کنی دلی |  | زنهار بد مکن که نکردست عاقلی |
|                                |  | (سعدی)                       |

| هنر به چشم عداوت بزرگ‌تر عیب است |  | گلست سعدی و در چشم دشمنان خار است |
| نور گیتی فروز چشمهٔ هور          |  | زشت باشد به چشم موشک کور          |
|                                 |  | (سعدی)                            |

| گوش تواند که همه عمر وی  |  | نشنود آواز دف و چنگ و نی     |
| دیده شکیبد ز تماشای باغ  |  | بی گل و نسرین به سر آرد دماغ |
| ور نبود بالش آکنده پر    |  | خواب توان کرد خزف زیر سر     |
| ور نبود دلبر همخوابه پیش |  | دست توان کرد در آغوش خویش    |
| وین شکم بی هنر پیچ‌پیچ    |  | صبر ندارد که بسازد به هیچ    |
|                          |  | (سعدی)                       |

| عشق تو بر بود زمن مایه مایی و منی |  | خود نبود عشق تو را چاره ز بی خویشتنی |
|                                   |  | (سنایی)                              |

| چو علم آموختی از حرص آنگه ترس کاندر شب |  | چو دزدی با چراغ آید گزیده تر برد کالا |
|                                        |  | (سنایی)                               |

| خاقانیا ز مدحت شاهان کران طلب |  | تا از میان موج سیاست برون شوی |
|                               |  | (خاقانی)                      |